# أندرياس شميت
أندرياس شميت (بالألمانية: Andreas Schmidt)‏ (14 سبتمبر 1973 برلين ألمانيا - ) هو لاعب كرة قدم ألماني، يلعب كمدافع.

## مسيرته

### مسيرته مع المنتخبات الوطنية
- 1995 - 1995 لعب مع منتخب ألمانيا تحت 21 سنة لكرة القدم مباراة.

### مسيرته مع الأندية
- 1991 - 1993 لعب مع Hertha BSC II [الإنجليزية]‏ 59 مباراة سجل خلالها 23 هدف.
- 1993 - 2008 لعب مع نادي هرتا برلين 275 مباراة سجل خلالها 18 هدف.
- 1999 - 2001 لعب مع منتخب ألمانيا ب لكرة القدم [الإنجليزية]‏ 4 مباريات.
- 2004 - 2008 لعب مع Hertha BSC II [الإنجليزية]‏ 88 مباراة سجل خلالها 8 أهداف.

## وصلات خارجية
- أندرياس شميت على موقع قاعدة بيانات كرة القدم.إي يو (الإنجليزية)
- أندرياس شميت على موقع عالم كرة القدم.نت (الإنجليزية)